# Philotheca obovalis
Philotheca obovalis är en vinruteväxtart som först beskrevs av Allan Cunningham, och fick sitt nu gällande namn av Paul G. Wilson. Philotheca obovalis ingår i släktet Philotheca och familjen vinruteväxter. Inga underarter finns listade i Catalogue of Life.